# شیرینی دانمارکی
شیرینی دانمارکی (به انگلیسی: Danish pastry) نوعی شیرینی خشک یا نان شیرین است که در تهیه آن از آرد گندم، شیر، شکر، تخم مرغ، کره یا مارگارین، مخمر نان، وانیل و نمک استفاده می‌شود.

## نام‌گذاری
منشأ پیدایش این شیرینی به اعتصاب کارگران نانوایی در دانمارک به سال ۱۸۵۰ میلادی برمی‌گردد. این اعتصاب باعث شد صاحبان نانوایی‌ها کارگرهایی را از خارج از کشور استخدام کنند که در میان آنها چند نانوای اتریشی نیز حضور داشتند. این نانواهای اتریشی با خود، راه و روشی جدید در پخت‌وپز شیرینی و نان را هم آوردند. با استفاده از دستورالعمل‌های این افراد، شیرینی اتریشی Plundergebäck خیلی زود در دانمارک محبوب شد. پس از پایان یافتن منازعات کارگران و صاحبان نانوایی‌ها، نه‌تنها پخت شیرینی‌های اتریشی در دانمارک فراموش نشد بلکه دانمارکی‌ها دستور تهیه این شیرینی را به میل و ذائقه خود تغییر دادند. به‌طور مثال تغییراتی در میزان روغن و تخم‌مرغ آن ایجاد کردند. نتیجه این تغییرات پخت آن چیزی شد که ما در حال حاضر به‌عنوان شیرینی دانمارکی می‌شناسیم.
یکی از روش‌های پخت و پزی که نانواهای اتریشی با خود به ارمغان آوردند روش لایه‌های وینی بود. با توجه به همین نام در ابتدا این شیرینی را در دانمارک به نام نان وینی (wienerbrød) می‌خواندند، نامی که هنوز در شمال اروپا مانند نروژ و سوئد کاربرد دارد. در ضمن این لغت ریشه فنلادی به نام viineri دارد.

## مواد اولیه
شیرینی دانمارکی نوعی شیرینی خشک است که در تهیه آن از آرد سفید، شیر، شکر، تخم‌مرغ، کره یا کرهٔ گیاهی، مایه‌خمیر، وانیل و نمک استفاده می‌شود. این شیرینی دارای لایه‌های بسیاری است که اضافه نمودن مخمر باعث تورم یا پف آن می‌شود. پف شیرینی به دمای فر و تردی خمیر آن بستگی دارد. کره، روغن و چربی سنتی مورد استفاده در این شیرینی در تولید صنعتی از چربی شیرینی‌پزی استفاده می‌کنند.

## تنوع شیرینی دانمارکی در کشورهای مختلف

### دانمارک
شیرینی دانمارکی در دانمارک و دیگر کشورهای جهان، انواع و حتی اشکال مختلفی دارد. برخی از آن‌ها با شکلات، شکر، تخم‌مرغ، آجیل، مربا (معمولاً سیب یا آلو) و فرنی تهیه می‌شوند. شیرینی دانمارکی با طعم دارچین نیز در این کشور بسیار شناخته‌شده است. این شیرینی در اشکال مختلفی نیز پخته می‌شود. ازجمله به‌صورت حلقه‌ای یا به شکل ۸ و همچنین مارپیچی که به نام حلزونی شناخته‌شده است یا به شکل چوب‌شور که به آن کینگل می‌گویند و از نظر ظاهری متفاوت هستند.

### اتریش
سوغات وین (Viennoiserie) شیرینی‌هایی است که به‌وسیله طبخ مایه‌خمیری به همان سبک پخت نان یا کیک خامه‌ای تهیه می‌شود. به کمک افزودنی‌های مانند تخم‌مرغ، کره، شیر، خامه و شکر، محصول نهایی غنی‌تر، شیرین‌تر به‌دست می‌آید که آن را بیشتر به‌ظاهر یک شیرینی نزدیک می‌کند. بیشتر این شیرینی‌ها به‌وسیله خمیرهایی که لایه‌لایه شده‌اند تهیه می‌شود. این شیرینی‌ها معمولاً در وعده‌های صبحانه یا به‌صورت اسنک سرو می‌شوند.

### فرانسه
با مطالعه تاریخچه شیرینی دانمارکی در فرانسه که امروزه به‌عنوان مهد شیرینی دنیا شناخته می‌شود در می‌یابیم که با افتتاح یک شیرینی‌پزی در سال ۱۸۳۹ به نام '' نانوایی وینی '' (Viennese Bakery) توسط آگوست زانگ (August Zang) شیرینی دانمارکی به سبک اتریشی، محبوبیت خاصی در بین فرانسوی‌ها برای خود دست‌وپا کرد. اولین بار اصطلاح شیرینی‌پزی وینی (pâtisseries viennoises) در سال ۱۸۷۷ در کتاب Le Nabab توسط یک نویسنده فرانسوی به نام آلفونس داودت (Alphonse Daudet) دیده می‌شود. جالب اینکه بعدها این شیرینی توسط فرانسوی‌ها به‌صورت شیرینی‌های خامه‌ای که ما امروزه می‌شناسیم تنوع و توسعه داده شد، پس ریشه شیرینی خامه‌ای فرانسه و نه وین (اتریش) است.

### بریتانیا
در بریتانیا، این نوع شیرینی با مواد مختلفی مانند مربا، کاستارد، زردآلو، گیلاس، کشمش، بادام، گردوی آمریکایی و تافی کاراملی‌شده پخته می‌شود. همچنین برای عطر بهتر این شیرینی به مواد آن هل را نیز اضافه می‌کنند.

### سوئد
در سوئد برای تهیه شیرینی دانمارکی از شکلات و پودر شکر استفاده می‌کنند. همچنین سوئدی‌ها علاقه زیادی به پخت شیرینی دانمارکی با فرنی وانیلی دارند.

### آمریکا

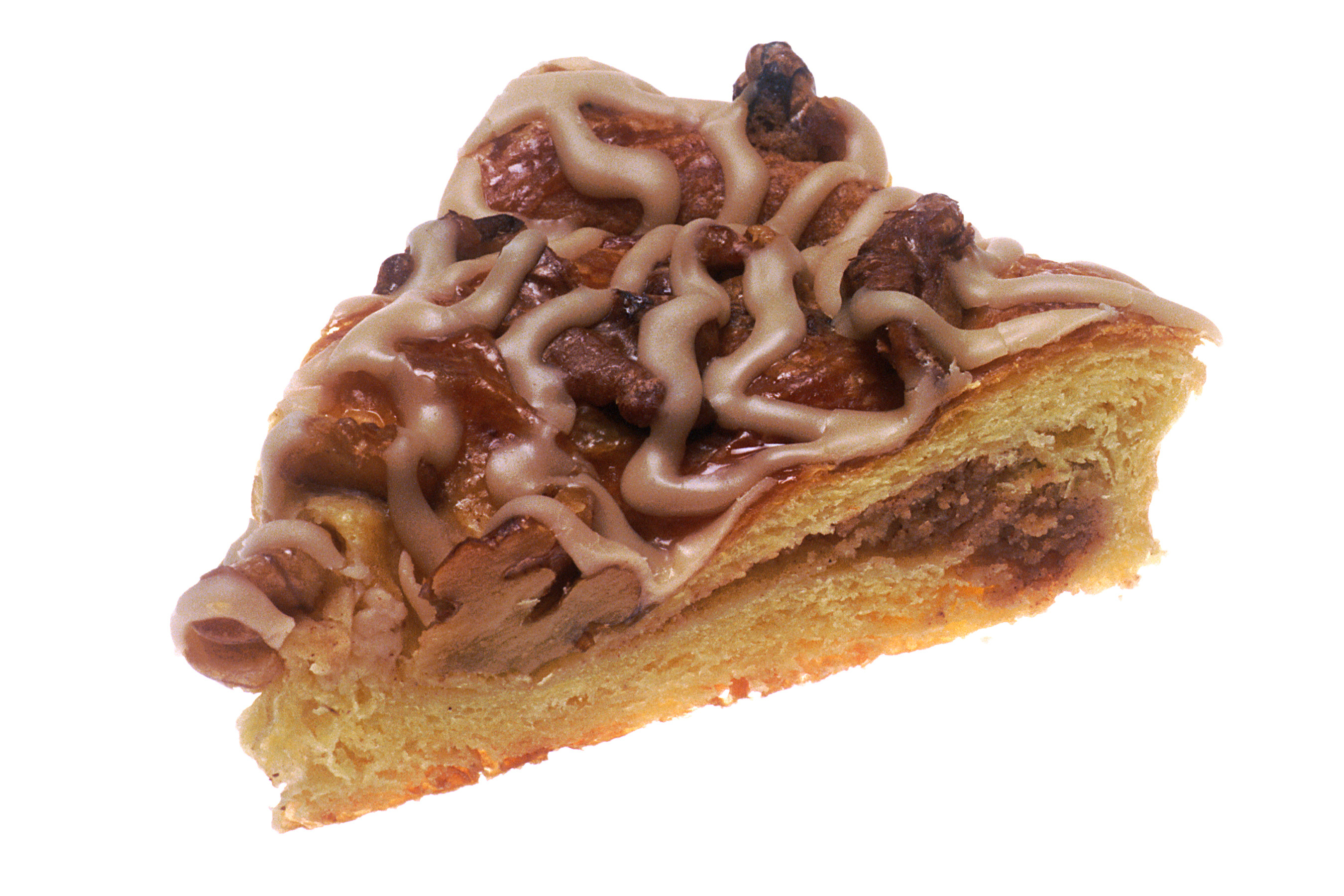
شیرینی دانمارکی در آمریکا با تکه‌های سیب

این شیرینی به‌وسیله مهاجرین به آمریکا برده شده است که معروف‌ترین آن‌ها مهاجری دانمارکی به نام لوریس کلیتنگ (Lauritz C. Klitteng) بود. به‌وسیله این مهاجرین از حدود سال‌های ۱۹۱۵ تا ۱۹۲۰ شیرینی دانمارکی در این کشور محبوبیت بسیار زیادی پیدا کرده است، به‌طوری‌که در جشن ازدواج رئیس‌جمهور وودرو ویلسون در دسامبر سال ۱۹۱۵ با این شیرینی از مهمانان پذیرایی کردند. کلیتنگ با برگزاری تورهایی بین‌المللی نقش مهمی در ترویج این شیرینی داشت و در حدود سال ۱۹۲۰ توسط نشریات معروفی چون National Baker , Bakers' Helper و هفته‌نامه آشپزی (Bakers' Weekly) برجسته شد. کلیتنگ کارگاه آشپزی دانمارکی کوچکی در نیویورک برای خود داشت.
بعدها شخصی به نام هرمان گرتنر (Herman Gertner) که صاحب رستورانهای زنجیره‌ای در نیویورک بود با آوردن کلیتنگ به این شهر کمک کرد تا بتواند شیرینی دانمارکی‌های خود را به فروش برساند. در آمریکا شیرینی دانمارکی با میوه یا پنیر شیرین تهیه می‌شود و البته شیرینی دانمارکی همراه با آجیل نیز در آمریکا طرفداران زیادی دارد.

### آرژانتین
در آرژانتین با تغییر محتویات شیرینی دانمارکی با استفاده از شیرین‌کننده مخصوصی مانند شیر شیرین جوشانده (dulce de leche) یا ژله به (dulce de membrillo) نوع متفاوتی از این شیرینی را طبخ می‌کنند.

## نگارخانه

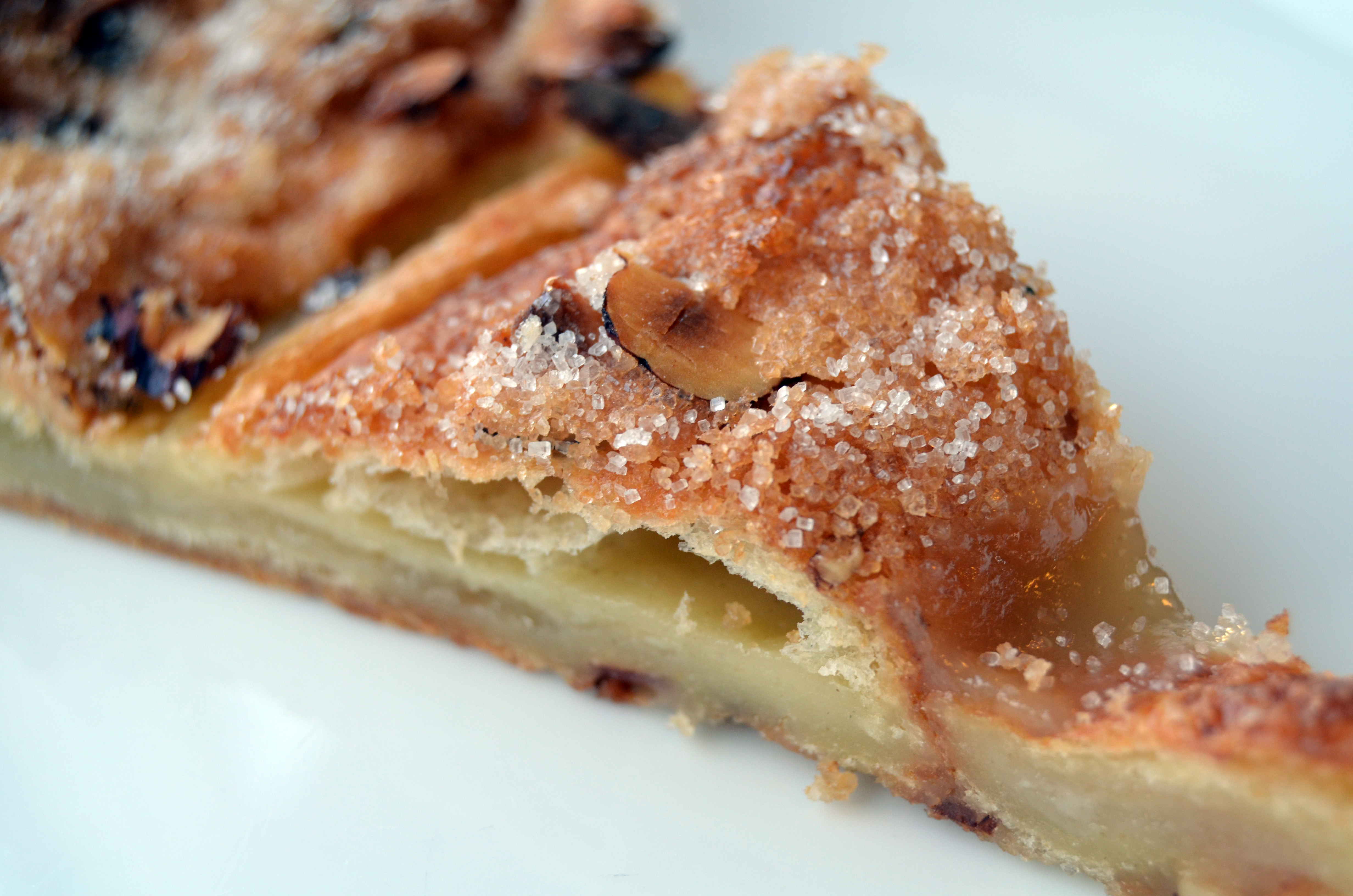
برشی از یک کینگل با شیرینی Romance، یه نوع مرسوم از شیرینی دانمارکی در دانمارک
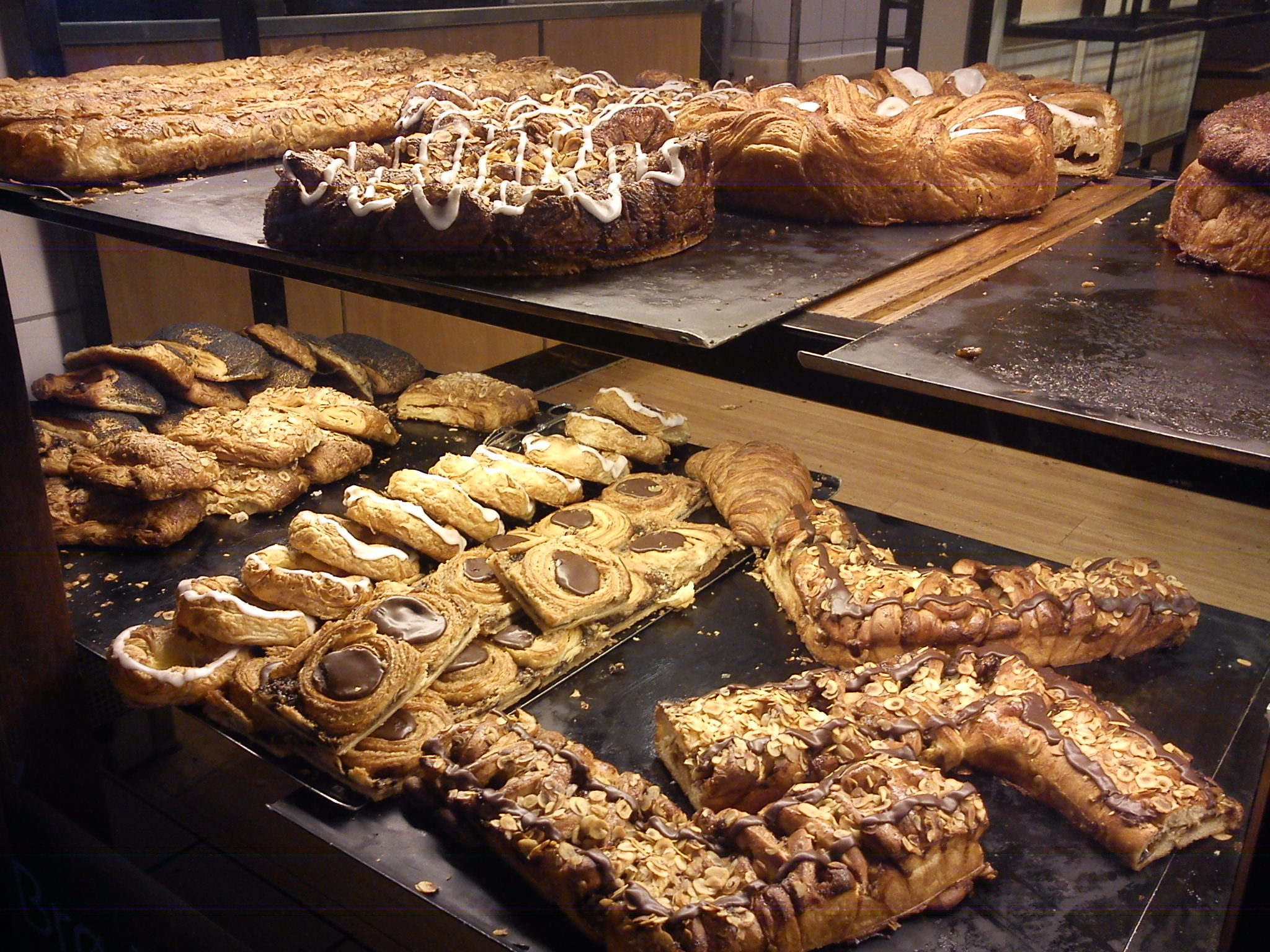
انواع مختلف شیرینی دانمارکی متداول در قنادی‌های دانمارک
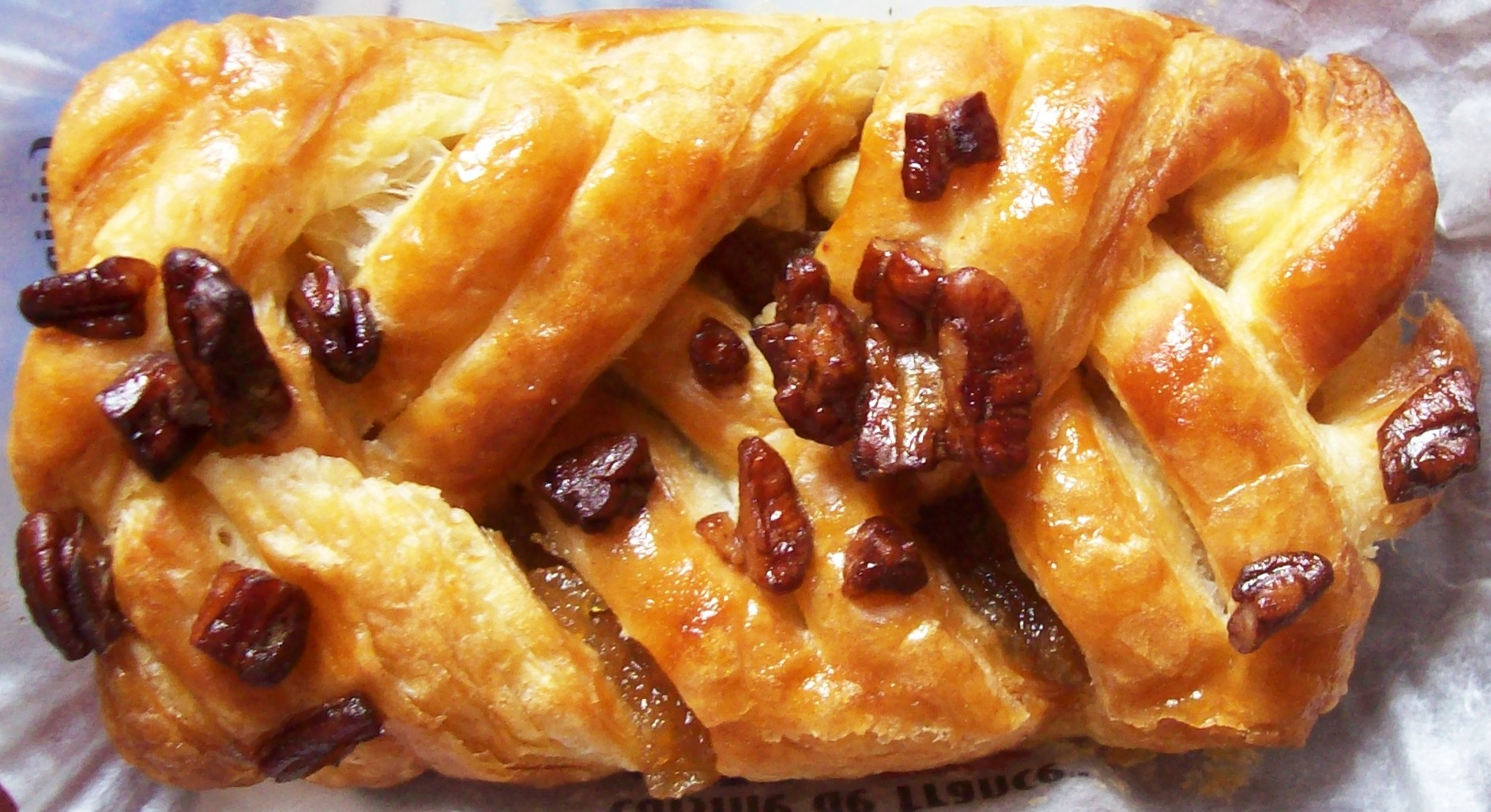
نوعی شیرینی دانمارکی در فرانسه
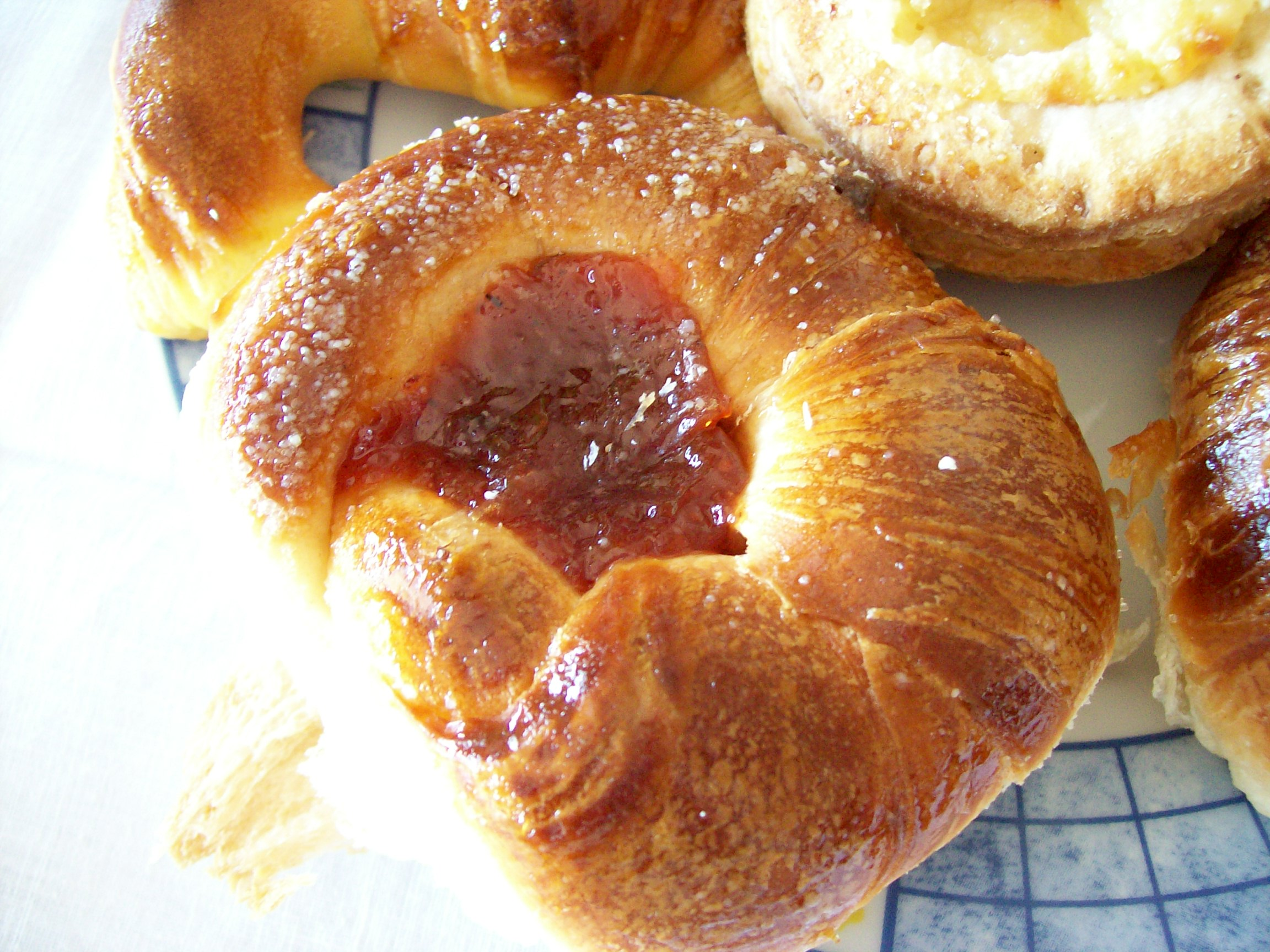
نوعی شیرینی دانمارکی مخصوص در آرژانتین با مغز ژله به (dulce de membrillo)
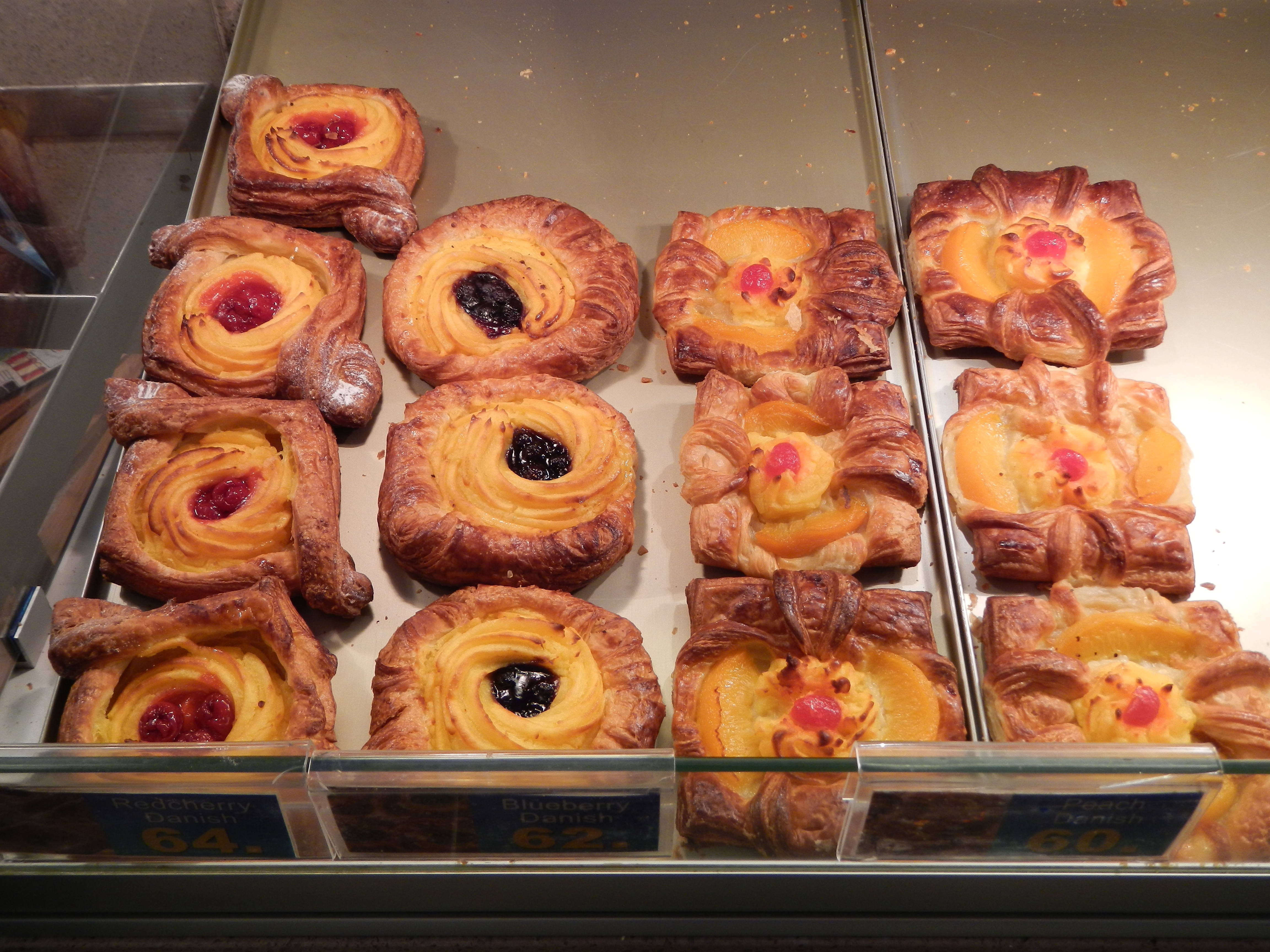
نمونه‌ای از شیرینی دانمارکی در فیلیپین

## جنجال کاریکاتوری
پس از جنجال کاریکاتورهای محمد در یولاندز پستن، یکی از اسرای سابق ایرانی جنگ ایران و عراق، در نامه‌ای خطاب به وزارت بازرگانی، خواستار تغییر نام «شیرین دانمارکی» به «شیرینی گل‌محمدی» شد.